# 山田ローラ
山田 ローラ（やまだ - 、Laura Yamada、1988年9月23日 - ）は、元ファッションモデル。結婚後はタレント、コラムニストとして活動。旧芸名はエリナ・シルカ。
かつての所属事務所はサトルジャパン。アメリカ合衆国アイオワ州出身。アメリカ人の父と日本人の母を持つハーフ。夫はラグビー日本代表選手・山田章仁。

## 略歴
2011年、アイオワ大学を卒業後、日本でモデルとしてデビュー。
2015年3月、山田章仁と結婚し、翌年9月に第1子・第2子となる男児と女児の双子を出産。2020年5月1日、第3子妊娠を報告。同年9月30日、第3子女児を出産。2022年4月4日、第4子妊娠を発表。同年9月19日、第4子女児出産を報告。

## 人物
ラグビー日本代表山田章仁と結婚後、“美人すぎる”アスリートの妻として、メディアで紹介される。
「アスリートフードマイスター3級」と「ヘルスコーチング（健康カウンセリング）」の民間資格を持つ。
2015年を皮切りに、夫婦揃って、「ヒルナンデス!」「しゃべくり007新春スペシャル」「踊る!さんま御殿!!」「行列のできる法律相談所」（日本テレビ）に出演。
双子妊娠中には、様々な疲労とストレスで顔面麻痺になったことがある。2016年12月・2017年1月、LINE BLOG女性タレント・モデルランキングで1位になった。
趣味は散歩、クロスステッチ、アメリカンフットボール観戦。特技は、バレエ、楽器演奏（ピッコロ）。

## 出演

### テレビ
日本テレビ
- 踊る!さんま御殿!![11]
- 行列のできる法律相談所スペシャル「さんまVS恐れる美女軍団」
- しゃべくり007新春スペシャル
- 解決!ナイナイアンサー「女性芸能人ホームパーティー企画」
- ダウンタウンDX[12]（読売テレビ制作）
- 人生が変わる1分間の深イイ話
- ヒルナンデス!
- 愛され女と独身有田
- 東京マラソン2016～あの人に走って大好き届けますSP!
- あのニュースで得する人損する人 出張!家事えもん
- Going!Sports&News
- ツイセキGoing!
- シューイチ
- サンデーバリュー「衝撃のアノ人に会ってみた!」
- 笑神様は突然に…年末SP チームラグビー

テレビ朝日
- Qさま「スポーツ美人妻終結!2時間SP!」

TBS
- 炎の体育会TV

フジテレビ
- めざましテレビ「今日のココ調」アスリートを支える愛妻ごはん

テレビ東京
- 紺野、今から踊るってよ
- なるほど!ランニング

テレビ西日本
- ももち浜ストア（木曜レギュラー）
- やまだんち（2023年4月22日 - ）[13]

### 雑誌
- ひよこクラブ（2018年11月号 - 2019年1月号連載、ベネッセコーポレーション）[14]。